# Janina Ochojska
Janina Maria Ochojska-Okońska (12 de marzo de 1955, Gdańsk) es una política, astrónoma y activista humanitaria y social polaca, miembro del Europarlamento y fundadora de Acción Humanitaria Polaca.

## Biografía
Se graduó en el instituto No. 1 en Zabrze. En 1980 se graduó en astronomía en la Universidad Nicolás Copérnico de Toruń, y hasta 1984 trabajó en el laboratorio de astrofísica de la Academia polaca de Ciencias en el Centro astronómico Nicolás Copérnico en Toruń. Desde finales de los años 1970 estuvo asociada a la oposición democrática; cooperó con la Biblioteca Social independiente de Antoni Stawikowski. Se unió al sindicato Solidaridad tras la introducción de la ley marcial y se involucró en la distribución de publicaciones clandestinas y en las actividades del comité local que trataba la asistencia de víctimas de la represión y sus familias.
A raíz de la polio tiene una discapacidad desde niña. Como ella misma afirma, debe la aceptación de esta discapacidad a la estancia en el Centro de Tratamiento y Educación para niños de Kalki, dirigido por el doctor Lech Wierusz. En 1984 fue a Francia para ser operada, donde tuvo la idea de ofrecer ayuda humanitaria. Trabajó como voluntaria para la Fundación EquiLibre, buscando contactos y coordinando asistencia para Polonia. En 1989 fue una de las fundadoras de la rama polaca de dicha Fundación. En 1992 organizó un convoy de ayuda polaca para la antigua Yugoslavia. En 1992, también fundó la Acción Humanitaria Polaca, de la que fue presidenta.
En 1996 contrajo matrimonio con Michał Okoński, periodista del semanario Tygodnik Powszechny, pero el matrimonio acabó en divorcio. En 2000, una larga entrevista que le hiciera Wojciech Bonowicz fue publicada como libro (Heaven is different), y en 2015 lo fue otra, hecha por Marzena Zdanowska (The World According to Janka).

## Condecoraciones
- Cruz de comandante de la Orden Polonia Restituta (2011)
- Medalla honoraria Bene Merito (2009)[5]
- Legión de Honor (Francia, 2003)
- Orden Ecce Homo
- Orden de la Sonrisa